# 꼬마 유령 (소설)
《꼬마 유령》(독일어: Das kleine Gespenst)은 오트프리트 프로이슬러 글, 프란츠 요제트 트립 그림의 아동 문학이다. 티네만 출판사에 의해 발행되었으며 32개 언어로 번역되어 출판되었다.